# Szabadúszó
A freelancer vagy magyar fordításban szabadúszó olyan magánszemély, aki nem más alkalmazottjaként dolgozik, hanem valamely társas-, vagy egyéni vállalkozási formában. 
A freelance munkavállalás mikéntje változatos. Szabadúszók köthetnek projektre esetleg megszabott időtartamra szóló írásbeli szerződést, mások számára elég a szóbeli megállapodás is. Bizonyos esetekben írásbeli megbízást, illetve a munkabér letétbe helyezését is kérheti a munkavállaló.
A freelancer munkadíja is hasonlóan sokszínű. A szabadúszó kérhet óradíjat, napidíjat, esetleg egy összeget jelöl meg az egész projektre. Többnyire a munkadíj flexibilis, azaz nincs fix óradíj, vagy projektdíj, hanem például a határidők, a kidolgozottság és a projekt nagyságának függvényében változhat az ár. A projektek többségét annak lezárta után fizeti ki a munkaadó, de lehetőség van a projektet szakaszokra bontani, s 1-1 szakasz befejezése után a projekt összköltségének arányos lehívásához.

## Előnyök
A freelancer munkavállalók feladatai, megbízásai sokkal változatosabbak mint egy általános vállalati alkalmazotté. Ő döntheti el, milyen megbízásokat szeretne megpályázni, s ő maga oszthatja be a rugalmas munkaidejét. Munkatapasztalatai alapján a freelancer egy sokszínű portfóliót és kiterjedt kapcsolati/ügyfél rendszert tudhat magáénak.
Előfordulhat, hogy egy-egy projekt több szakember együttműködésében tud csak megvalósulni. Ilyenkor egy kisebb virtuális csoport keretén belül akár több freelancer is dolgozhat együtt. A munkavállalók a projektek függvényében cserélődhetnek, de akár hosszabb távú együttműködés is kialakulhat köztük, amennyiben eredményesen tudják kiegészíteni egymás szakmai képességeit.

## Az internet hatása

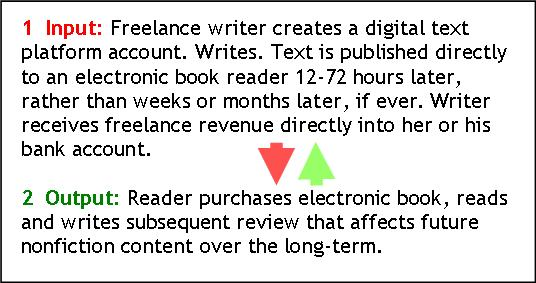
Modern-day Freelance Work System

Az internet sokkal szélesebbre tárta a lehetőségek kapuját a freelancerek számára.
A külföldi outsourcing és az online outsourcing erősen az internetre támaszkodik, hiszen így a megbízók számára elérhetővé válnak az adott ország vagy éppen az egész Földünk távolabbi szegletében lévő szakemberei, akikkel folyamatos kapcsolatban lehetnek a világháló szolgáltatásainak hála. Az informatikai freelance projektek többségét szegényebb országokba szervezték ki (elsősorban az USA-ból és Európából), ami kisebb konfliktusokat is szült.

## Hátrányok

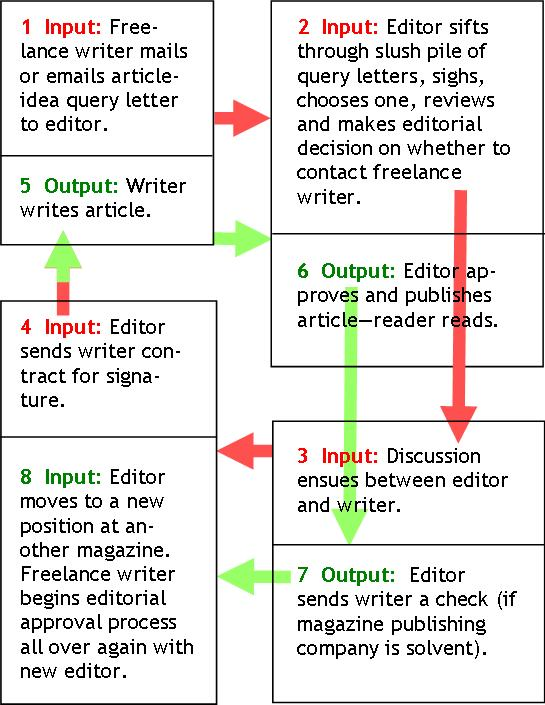
Traditional Freelance Work System

#### 1. Bizonytalan jövedelem
A legfőbb hátrány a megbízások esetisége és az ebből adódó előre nem kiszámítható bevétel. Egy vállalat alkalmazásában több kedvezményt is kap a munkavállaló (nyugdíj, biztosítás, fizetett szabadság és bónuszok), mellyel a freelancerek ismét nem számolhatnak. Sok freelancer azonban úgy gondolja, hogy a változatos projektek és az "egyszerre több lábon állok" filozófia miatt megbízhatóbb bevételi forrást jelentenek a szabadúszó megbízások, mint kiszolgáltatottnak lenni egy vállalat részére, mely bármikor elbocsáthat.

#### 2. Magány és önálló munka nehézsége
Nem mindenki viseli könnyen a társas kapcsolatok hiányát. A remote munkavégzés terjedésével a magányosodás mértéke is növekszik a szabadúszók között. Azok számára, akik egy cég munkavállalójaként dolgoznak, sokszor maga a vállalat adja azt a biztonságot és közösségi hátteret, amely megakadályozza az elmagányosodást. 
Az önálló munka képessége nem természetes képessége minden munkavállalónak. Csak azoknak szabad a freelancer létformát választani, akik számára az önálló munka nem jelent problémát. Ide tartozik a határidők betartása, előrehaladás a feladatokkal akkor is, ha nincs senki, aki számonkéri, továbbá a napi szintű feladatmenedzsment is.

#### 3. Nehéz ügyfelek, adminisztráció
Szabadúszóként sokan szembesülnek azzal a nehézséggel, hogy az ügyfelek számára nem csak elvégezni kell a feladatokat, hanem azokat át is kell tudni adni. Szenior szakemberként képesnek kell lenni a követelmények változását kezelni. Szintén nehézség lehet a teljesítésigazolások elfogadtatása, a hosszadalmas és bonyolult számlázási procedúra is. Problémás lehet az is, hogy sok ügyfélnél külön erőfeszítésbe kerülhet, mire a számlák pénzügyi teljesítését elvégzik.
Fontos továbbá kiemelni, hogy nem mindenkiből lehet eredményes freelancer, ugyanis a szabadúszó munka nagy önismeretet, kitartást és motivációt igényel, nem is beszélve az átlagnál nagyobb flexibilitásról, kitűnő kommunikációs és megbízható projektmenedzselési képességekről. Amennyiben a freelancer otthonról dolgozik, az időbeosztást és a munkahelyi stresszt is eredményesen kell tudnia kezelni.[forrás?]

## Fontos szempontok szabadúszó választásához
1. Tapasztalat és referenciák
Az egyik legfontosabb szempont az, hogy a szabadúszó rendelkezik-e releváns tapasztalattal és referenciákkal a számunkra fontos területen. Kérjük el a szabadúszó önéletrajzát, illetve kérjük el referenciáit, és vizsgáljuk meg, hogy milyen projektben dolgozott korábban és milyen eredményeket ért el.
2. Kommunikáció
Fontos, hogy a szabadúszóval hatékonyan tudjunk kommunikálni. Kérdezzük meg a szabadúszót, hogy milyen kommunikációs eszközöket használ, és hogy milyen gyakran kommunikál az ügyfelekkel. Ha nem beszélünk közös nyelvet a szabadúszóval, akkor bizonyosodjunk meg arról, hogy a szabadúszó rendelkezik megfelelő nyelvtudással.
3. Ár
Az ár az egyik legfontosabb tényező, amikor szabadúszót választunk. Azonban ne csak az árat nézzük, hanem az ár-érték arányt is. Fontos megérteni, hogy az alacsony ár nem feltétlenül jelent jó minőséget, és hogy az árak változhatnak attól függően, hogy milyen szolgáltatásokat kérünk.
4. Határidők
Kérdezzük meg a szabadúszót, hogy milyen határidőket tud vállalni, és hogy mennyire rugalmas, ha a határidők változnak. A határidők betartása nagyon fontos, és a szabadúszó képessége, hogy hatékonyan tudjon dolgozni a határidőkkel, kulcsfontosságú lehet.
5. Munkamódszerek és szakértelem
Kérdezzük meg a szabadúszót, hogy milyen munkamódszereket alkalmaz, és hogy milyen szakértelemmel rendelkezik a számunkra fontos területen. Megfelelő munkamódszerek és szakértelem hiánya jelentősen csökkentheti a projekt hatékonyságát és minőségét.
6. Garancia és támogatás
Végül, fontos, hogy a szabadúszó garanciát és támogatást biztosítson a projekt végrehajtása során. Kérjük el a szabadúszó által biztosított garanciákat és támogatást, legyen benne a szerződésben.

## Magyar szabadúszó közvetítő oldalak
- Minimunka.hu Archiválva 2020. december 17-i dátummal a Wayback Machine-ben
- Qjob.hu
- Bluebird - IT contracting
- www.freelancerek.hu
- Szolgaltatod.hu
- Szabadúszó életmód: A jövő munkavállalási formája?